# Emma Watson
Vous lisez un « bon article » labellisé en 2016.
Pour les articles homonymes, voir Watson.
Ne doit pas être confondu avec Emily Watson.
Emma Watson [ˈɛmə ˈwɒtsən], née le 15 avril 1990 à Paris, est une actrice britannique. Elle est devenue célèbre en jouant, de son enfance en 2001 à l'âge adulte en 2011, le rôle d'Hermione Granger, l'un des trois rôles principaux dans la série des films Harry Potter.
Après avoir tourné tous les épisodes de Harry Potter, l'actrice s'attaque à des rôles très différents. En 2012, elle incarne une des costumières de Marilyn Monroe dans le film My Week with Marilyn de Simon Curtis. Elle est à l'affiche du Monde de Charlie de Stephen Chbosky et de The Bling Ring, réalisé par Sofia Coppola, sorti en 2013, où elle tient l'un des rôles principaux. En 2014, elle joue Ila dans le péplum américain Noé réalisé par Darren Aronofsky. En 2015, elle a un rôle dans le film Regression d'Alejandro Amenábar, et dans des films engagés comme Colonia sur la dictature chilienne, ou The Circle, d'après le roman éponyme, dénonçant le « système Google ». En mars 2017, elle interprète le rôle de Belle, dans une nouvelle adaptation cinématographique par Disney de La Belle et la Bête, du conte de Jeanne-Marie Leprince de Beaumont.
Actrice engagée, elle est nommée ambassadrice de bonne volonté par l'ONU Femmes en juillet 2014. Remarquée pour son discours féministe aux Nations unies en septembre 2014, elle agit aussi en faveur du commerce équitable et du développement durable.

## Biographie

### Enfance et jeunesse

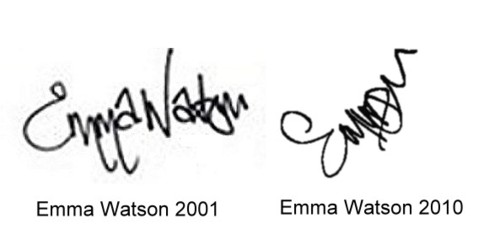
Signature d'Emma Watson en 2001 et en 2010.

#### Naissance et famille
Emma Charlotte Duerre Watson naît dans le Marais à Paris le 15 avril 1990. Elle est la fille de Chris Watson et de Jacqueline Luesby (dont la famille vit en France), un couple d'avocats britanniques exerçant en France,, ; elle passe ses cinq premières années à Maisons-Laffitte, près de Paris. En 1992, naît son frère cadet Alexander Chris (Alex) Watson. Ses parents se séparent en 1995 et retournent en Angleterre. À la suite de ce divorce, Emma et son frère sont confiés à leur mère qui s'installe avec ses enfants dans le comté d'Oxford tandis que son père rejoint Londres. Sa mère se remarie avec Jonathan Taylor. Emma passe les fins de semaine dans la maison de son père à Londres,. Elle parle un peu français, mais « pas aussi bien » que durant son enfance en France,. Elle retourne occasionnellement en France, où vivent ses grands-parents.
Outre son frère Alex, elle a deux demi-sœurs, les jumelles Lucy et Nina Watson (2004) et un demi-frère Toby Watson (2003), du côté de son père,[réf. souhaitée].

#### Études

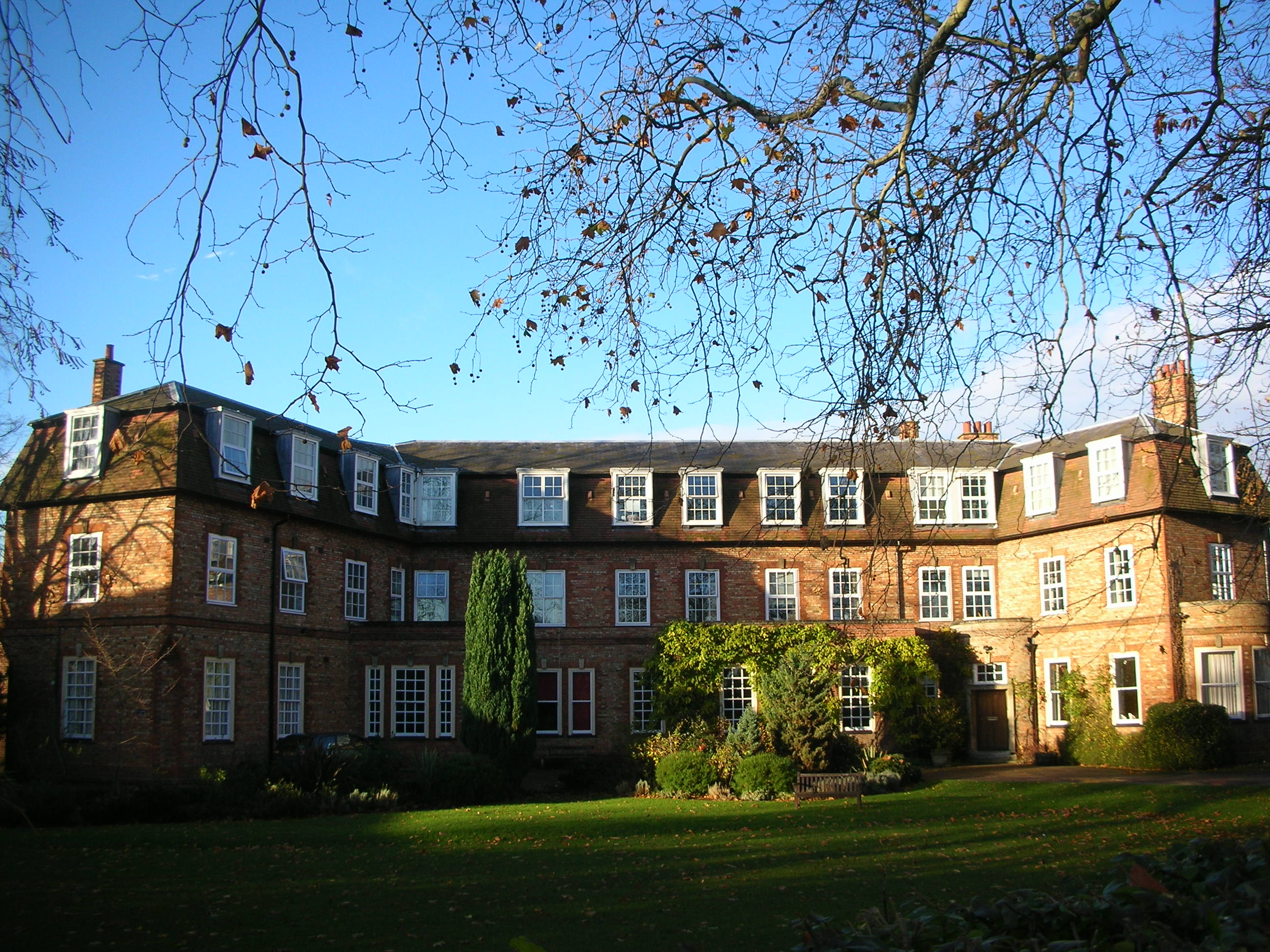
La Dragon School à Oxford (Angleterre)

Emma Watson est scolarisée à la Lynams School, école maternelle de la Dragon School d'Oxford, de septembre 1995 à juin 1998. On lui diagnostique un trouble déficitaire de l’attention avec hyperactivité (TDAH), qu'elle soigne avec de la Ritaline, médicament qu'elle continue à prendre à l'âge adulte. Elle poursuit sa scolarité à la Dragon School, de septembre 1998 jusqu'en juin 2003,. Parallèlement, elle suit des cours à temps partiel au Stagecoach Theatre Arts d'Oxford, une école de théâtre où elle se forme au chant, à la danse et au théâtre. Ces activités artistiques, conjointement à son traitement, l'aident à canaliser son hyperactivité,.
À cette période Emma Watson commence la série des Harry Potter. Lorsqu'elle arrive sur le tournage, elle n'a que 10 ans. Elle devient célèbre, et son école impose un règlement spécial pour assurer sa tranquillité. Pour éviter que les élèves ne la harcèlent, la direction interdit de lui demander des autographes, et de la solliciter, sous peine de recevoir des « points négatifs » aboutissant à des sanctions disciplinaires. Ces dispositions ne s'appliquent pas à ses amis, mais aux élèves qu'elle ne connaît pas,.
Durant son adolescence, elle joue au hockey sur gazon avec le club d'Oxford.
Après la Dragon School, la jeune actrice est inscrite à partir de 2003 à la Headington School (en), école privée d'Oxford réservée aux filles. Sur les plateaux de tournage, elle et d'autres enfants acteurs reçoivent jusqu'à cinq heures de cours par jour.

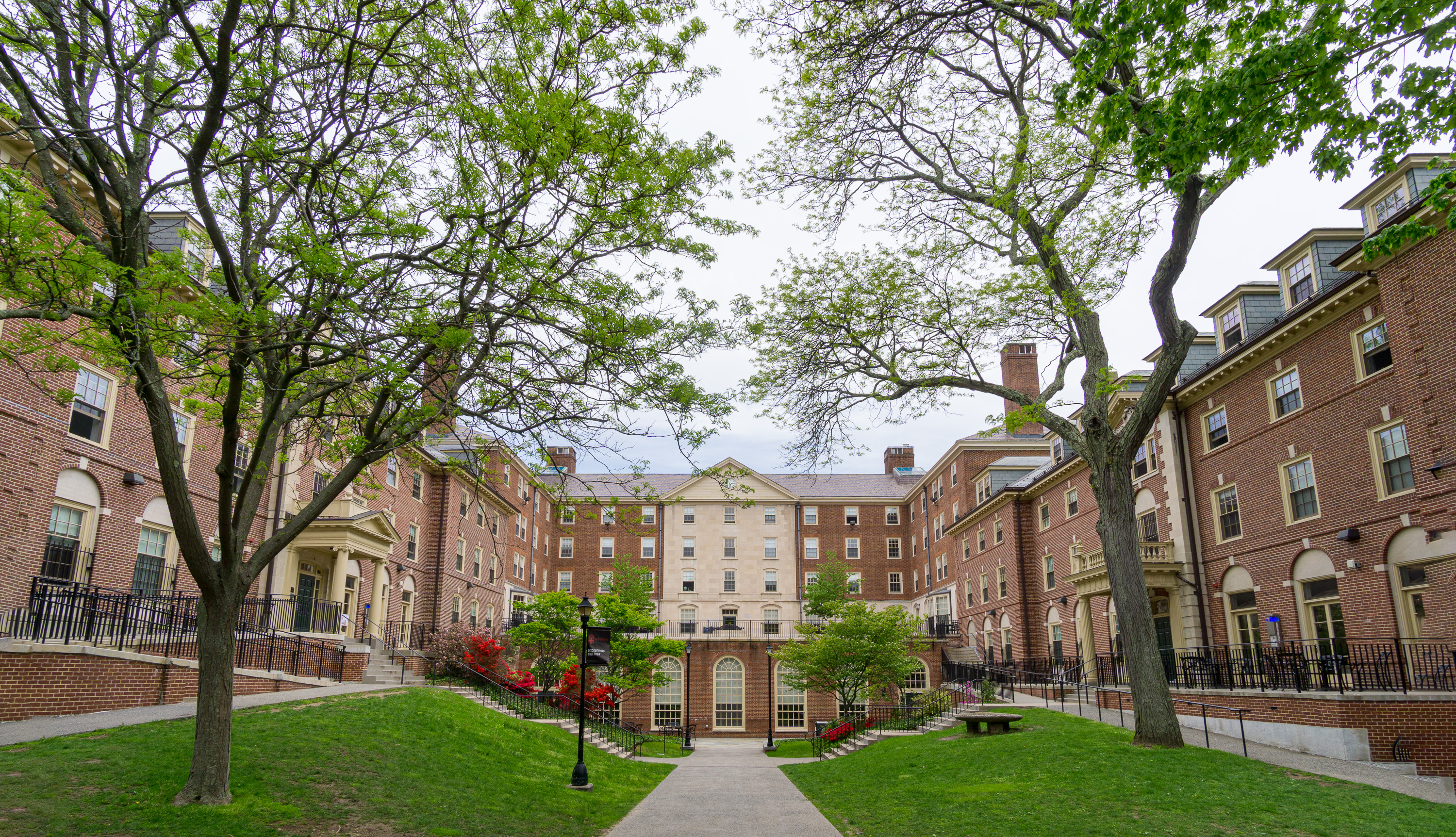
Collège Pembroke à l'université Brown dans l’État du Rhode Island (États-Unis)

Ayant réussi ses examens du A-level en 2008, la jeune fille fait une pause durant laquelle elle travaille au cinéma, avant d'entrer à l'université privée américaine Brown à Rhode Island, à l'automne 2009, pour des études de lettres,. Elle passe un an au Worcester College de l'université d'Oxford, dans son programme d'« étudiant invité » pour continuer en histoire et en littérature anglaise, durant l'année académique 2011-2012,. Ses études sont « capitales » pour elle, lui servent de « garde-fou », et sont structurantes « par rapport à la superficialité et au délire du monde du cinéma ». À l'université, ses goûts littéraires la portent vers des poètes et des auteurs comme William Blake, T. S. Eliot, John Keats, Mary Shelley, les sœurs Brontë ou Jane Austen. En mai 2014, elle sort diplômée de l'université Brown en littérature anglaise.
Cette année, elle fait une pause dans sa carrière d'actrice pour se consacrer à plusieurs projets, notamment en lien avec le féminisme. Elle lance un club de lecture, Our Shared Shelf, dans ce cadre.
En 2025, elle décide de se lancer dans un doctorat en philosophie à l'Université d'Oxford pour trois ans après avoir terminé son master en écriture créative.

### Carrière

#### Harry Potteret célébrité internationale (années 2000)
Avant de jouer dans la série de films Harry Potter, elle est très jeune et son expérience de comédienne se limite à quelques rôles mineurs dans des pièces scolaires, par exemple Arthur : Les Jeunes Années et Le Prince Heureux. Parmi ses autres activités à l'école, elle gagne à l'âge de sept ans le Concours de Poésie Daisy Pratt,.

##### Casting pour la première partie de la série

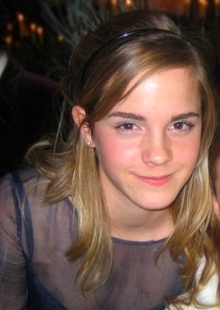
L'actrice à la première britannique de Harry Potter et la Coupe de feu en juillet 2005.

En 1999, démarre le casting pour le film Harry Potter à l'école des sorciers. La jeune Emma est contactée par un agent par l'intermédiaire de son professeur de théâtre. Pour son rôle dans les films de Harry Potter, elle passe huit auditions et est sélectionnée parmi 35 000 candidates, les producteurs ayant été impressionnés par son assurance,. Emma Watson est choisie pour jouer Hermione Granger, à l'âge de dix ans, dans le film Harry Potter à l'école des sorciers. Le film remporte un énorme succès au box-office dans plusieurs pays. Il est le plus rentable de l'année 2001. Les critiques trouvent l'interprétation d'Emma Watson « admirable » (The Daily Telegraph), et IGN dit même qu'elle a volé la vedette à ses co-stars. Elle est proposée pour cinq prix pour son interprétation dans L'École des Sorciers, remportant le Young Artist Award.
Un an plus tard, elle joue une nouvelle fois le rôle de Hermione dans Harry Potter et la Chambre des secrets (2002), le deuxième opus de la série. Les critiques saluent une nouvelle fois les interprétations des acteurs principaux. Emma a reçu un Otto Award de la meilleure actrice féminine, décerné par un vote des lecteurs du magazine allemand Bravo Otto, pour la qualité de son interprétation. Elle termine à la deuxième place, derrière Liv Tyler, et devant Keira Knightley.
En 2004 sort Harry Potter et le Prisonnier d'Azkaban, le troisième volet de la série Harry Potter.
Ce film a le moins de succès de toute la série Harry Potter mais Emma Watson remporte tout de même deux Otto Awards, et la prestation de l'année pour un enfant décernée par Total Film.
En 2005, Harry Potter et la Coupe de feu, quatrième volet de la série de films Harry Potter, bat tous les records précédents, notamment celui au box-office, pour son week-end d'ouverture. Ce record est battu à la fois aux États-Unis et au Royaume-Uni, ainsi que par rapport aux épisodes précédents de la série. Des critiques louent notamment la « maturité toujours croissante » d'Emma Watson.
En 2006, elle joue également Hermione dans The Queen's Handbag (Le sac à main de la Reine), un mini-épisode spécial de Harry Potter pour le 80e anniversaire de la Reine Élisabeth II.
Le cinquième film de la franchise Harry Potter et l'Ordre du Phénix, sort en 2007. C'est un énorme succès commercial. Le film établit un record avec une somme, au niveau mondial, de 332 700 000 $ de recette pour son week-end d'ouverture. Emma Watson remporte le National Movie Awards dans la catégorie Meilleure interprétation féminine. Comme la renommée de l'actrice et de la série continuent, le 9 juillet 2007, elle laisse ses empreintes de mains et de pieds devant le théâtre chinois de Grauman, qui se trouve dans la capitale du cinéma, Hollywood, avec les deux autres jeunes acteurs de la saga, Daniel Radcliffe et Rupert Grint.

##### Engagement pour la seconde partie de la saga

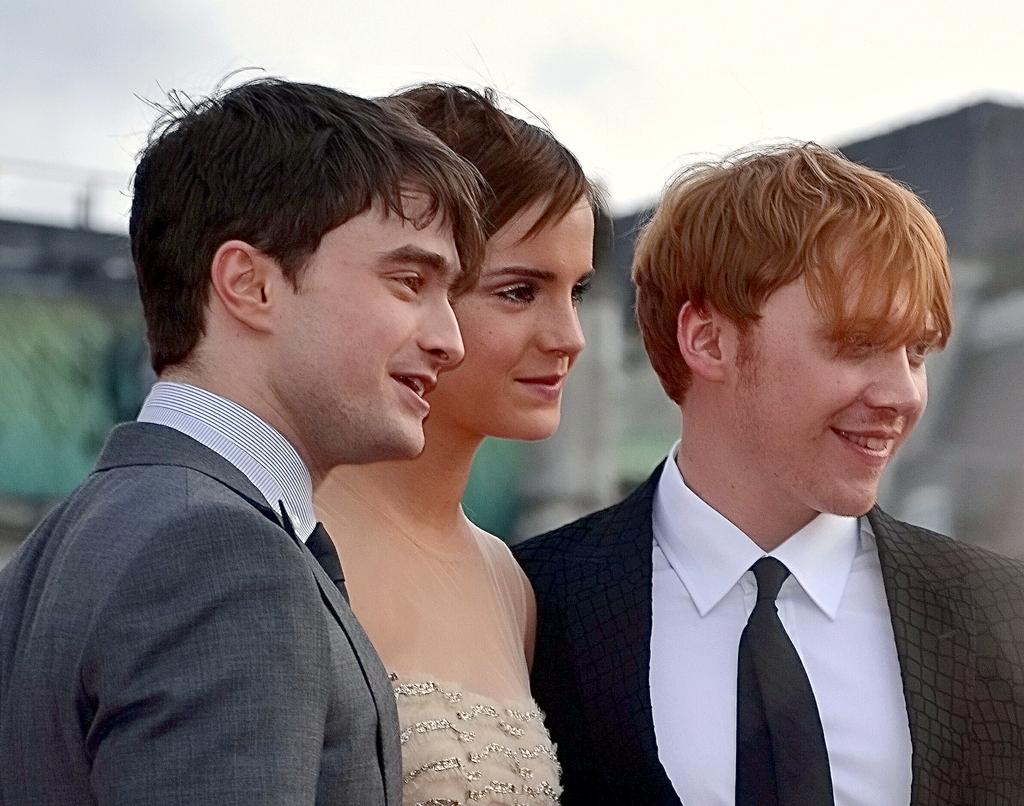
Emma Watson, Daniel Radcliffe et Rupert Grint à la première américaine de Harry Potter et les reliques de la Mort.

Malgré le succès de l'Ordre du Phénix, l'avenir de la franchise Harry Potter n'est pas assuré : les trois acteurs principaux sont réticents à signer un nouveau contrat pour poursuivre leurs rôles respectifs. Daniel Radcliffe signe finalement pour les prochains épisodes, alors qu'Emma Watson est moins enthousiaste. Elle explique que la décision est importante, et que les films représentent un engagement supplémentaire de quatre ans pour le rôle. Après réflexion, elle estime qu'elle « ne pourrait jamais laisser le rôle de Hermione s'envoler : c'est son héroïne! », et signe son nouvel engagement le 23 mars 2007.

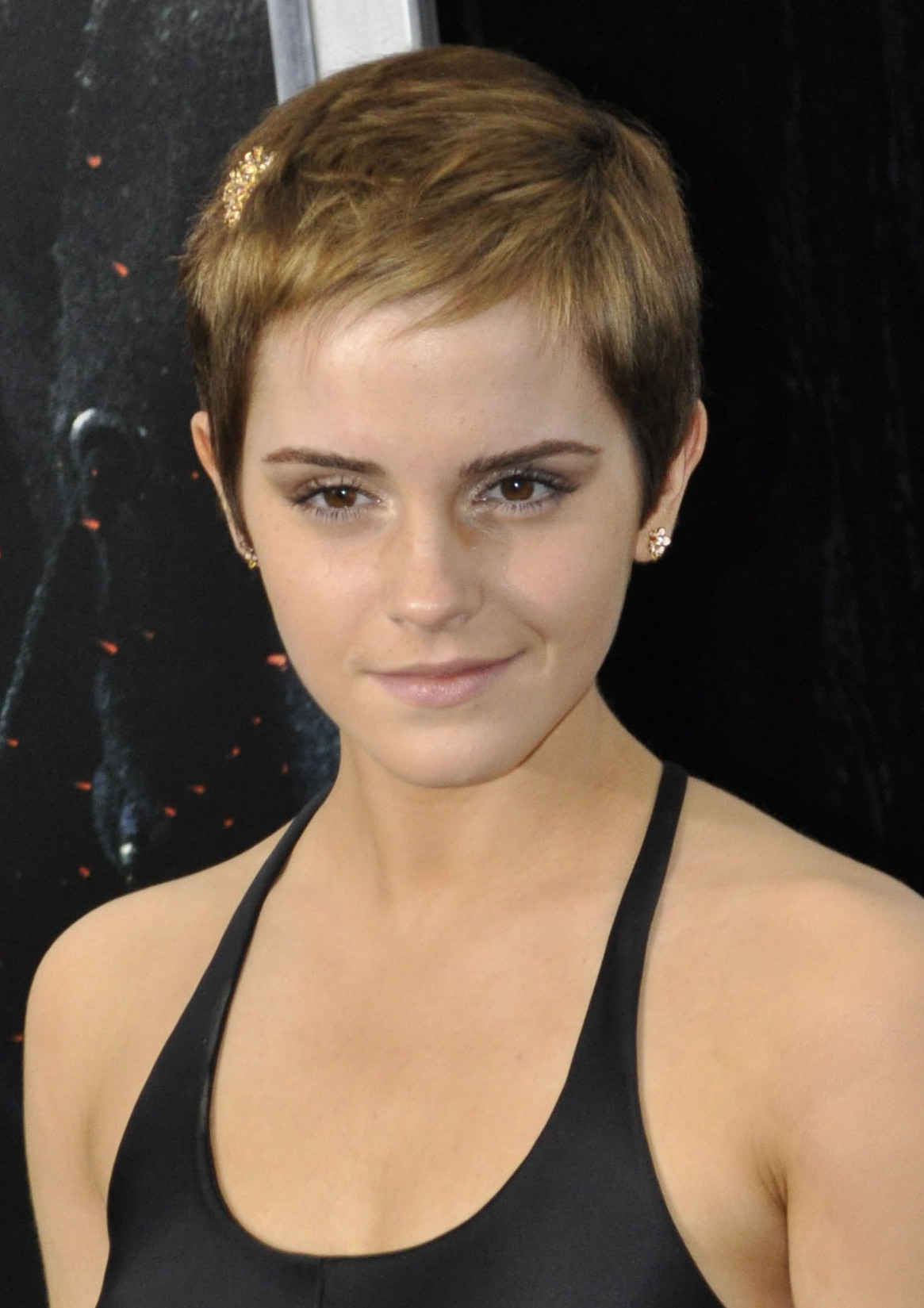
Emma Watson à la première du film Harry Potter and The Deathly Hallows, New York, 2010.

Le sixième film de la série, Harry Potter et le Prince de sang-mêlé, initialement prévu pour novembre 2008, sort en retard, le 25 juillet 2009. Les principaux acteurs désormais en fin d'adolescence, les critiques sont alors plus disposés à les examiner au même niveau que le reste du casting du film. Le Los Angeles Time les cite en « guide pour les acteurs britanniques », alors que le Washington Post estime qu'Emma Watson, en particulier, a donné « sa plus charmante interprétation à ce jour ». Le Telegraph estime pour sa part que les trois acteurs principaux ont joué « libérés [donnant] une nouvelle énergie au film ».
Le tournage pour la dernière tranche de la série Harry Potter, Harry Potter et les Reliques de la Mort, va du 18 février 2009 au 12 juin 2010. Pour des raisons aussi bien financières que liées au respect de l'œuvre, le livre original a été divisé en deux films, tournés l'un après l'autre. En effet, le réalisateur aurait été contraint de couper de nombreuses scènes pour tenir tout le roman dans un seul film.
Harry Potter et les Reliques de la Mort, partie 1 sort le 24 novembre 2010. Le Daily Mail salue le travail d'Emma Watson et constate qu'elle « a mûri et est devenue une actrice prometteuse ». Avec le même sentiment, le Metro Times écrit que Watson « a prouvé qu'elle a grandi pour être une bonne actrice, et qu'elle est capable de gérer des émotions fortes »,.
Le dernier opus, Harry Potter et les Reliques de la Mort, partie 2 sort en juillet 2011. C'est le premier et le seul film de la série diffusé en 3D, et c'est le seul film de la série Harry Potter à passer la barre symbolique du milliard de dollars de recettes dans le monde.

#### Diversification et tête d'affiche (années 2010 à 2021)
Dès 2007, l'actrice joue dans L'École de tous les talents (Ballet Shoes en anglais), un téléfilm de la chaîne BBC, dans lequel elle tient le rôle principal de Pauline Fossil. La réalisatrice dit d'Emma qu'elle est parfaite pour le rôle : « elle a une délicate aura qui vous donne envie de la regarder encore et encore ». Le téléfilm réunit 5,7 millions de téléspectateurs.
Elle prête également sa voix à la Princesse Pea, dans l'adaptation cinématographique de La Légende de Despereaux. En 2010, elle tourne dans le clip Say you don't want it du groupe d'un de ses amis, One Night Only. Puis, elle tient le rôle de Lucy, une des costumières de Marilyn, dans le film My Week with Marilyn de Simon Curtis, sorti à la fin de l'année 2011.
L'année 2012 la voit incarner le personnage principal féminin du film sentimental indépendant Le Monde de Charlie (The Perks of Being a Wallflower), un succès critique qui l'impose comme une actrice à suivre hors de la saga du petit sorcier.
En 2012, les studios Disney lui proposent de jouer Cendrillon, dans une nouvelle version du film homonyme. Elle décline l'offre. La même année, l'actrice est intéressée par un autre projet de la Warner, le film Your Voice In My Head, sur lequel le réalisateur David Yates souhaite retravailler avec elle. L'actrice doit interpréter le rôle d'Emma Forrest, une jeune femme en dépression après une rupture amoureuse, qui reprend goût à la vie avec l'aide de son psychiatre (interprété par Stanley Tucci). Rapidement, David Yates se retire à regrets du film en raison d'un emploi du temps trop chargé, ce qui entraîne le retrait d'Emma Watson. Emily Blunt récupère alors le rôle, tandis que la réalisatrice Francesca Gregorini prend la direction du film,,. Le projet est cependant mis de côté.
Finalement, l'année 2013 est marquée par la sortie de la satire The Bling Ring, réalisée par Sofia Coppola, qui fait l'ouverture de la section « Un Certain Regard » du Festival de Cannes 2013. Alors que le film reçoit surtout des critiques mitigées, sa prestation personnelle d'une adolescente à la personnalité trouble est remarquée. Interrogée sur la prestation de l'actrice, la réalisatrice Sofia Coppola indique que « c'est très amusant de la voir si différente [...] je suis surprise de la voir se transformer dans ce personnage aussi facilement. »

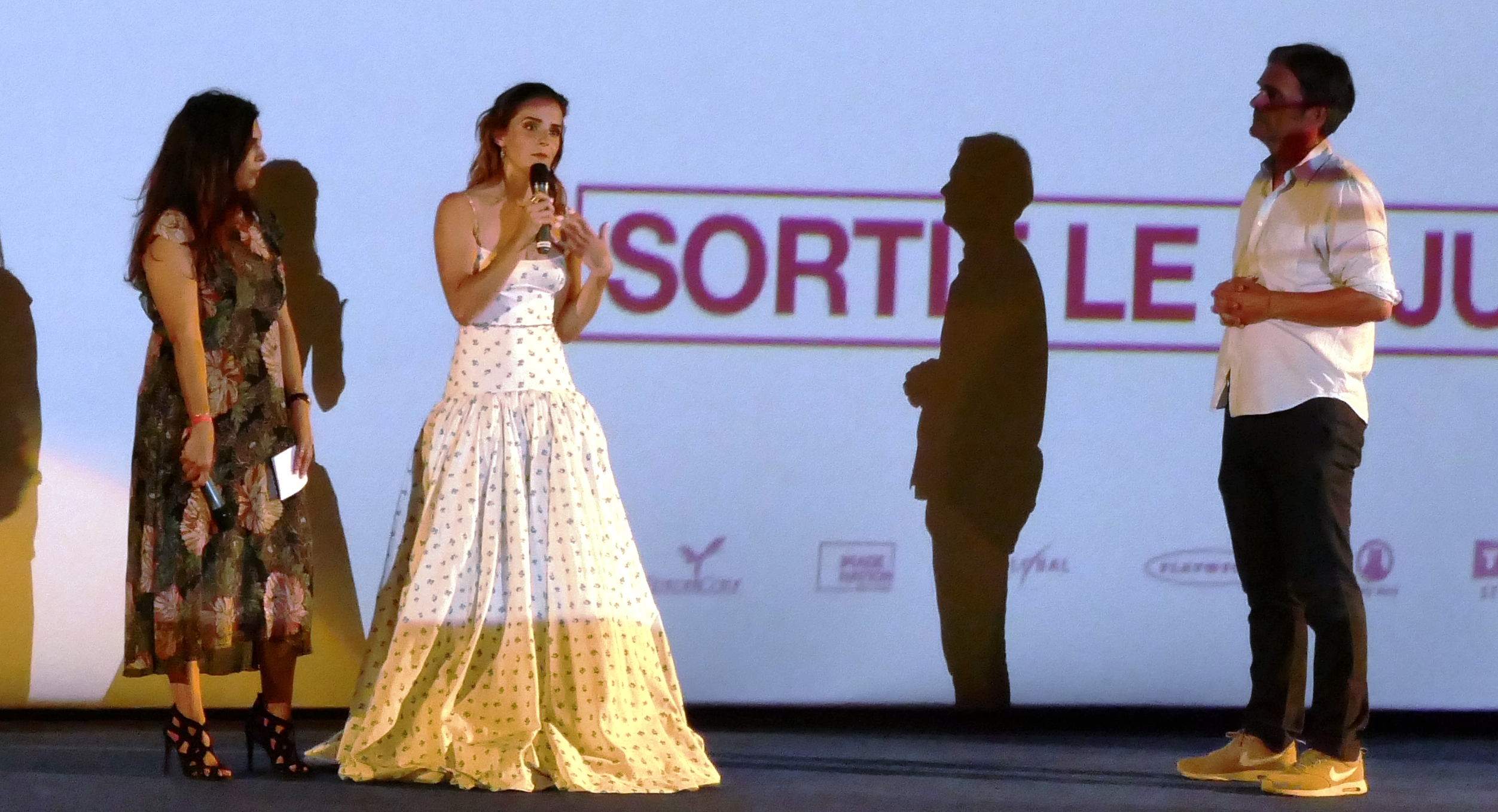
Emma Watson (au micro) lors de la première parisienne du film The Circle, en 2017.

Par ailleurs, elle fait une petite apparition dans la satire fantastique C'est la fin, une comédie apocalyptique où elle interprète une version exagérée de sa propre personne, aux côtés de Seth Rogen et James Franco, parmi d'autres acteurs connus. Elle dit d'ailleurs qu'elle ne pouvait laisser passer l'occasion de jouer sa première comédie aux côtés de tels acteurs.
En juin, elle travaille de nouveau avec David Heyman, le producteur des films de Harry Potter, autour d'un projet de film, intitulé Queen of the Tearling. Elle est également productrice exécutive de ce film.
En 2014, l'actrice tient le rôle d'Ila dans le blockbuster américain fantastique Noé réalisé par Darren Aronofsky. Le long-métrage reçoit des critiques satisfaisantes. Le 15 avril de la même année, elle commence le tournage de Regression un thriller fantastique réalisé par Alejandro Amenabar, avec Ethan Hawke, Devon Bostick et David Dencik. Le tournage se termine le 12 juin. Elle tient le rôle d'une jeune femme qui accuse son père de viol.

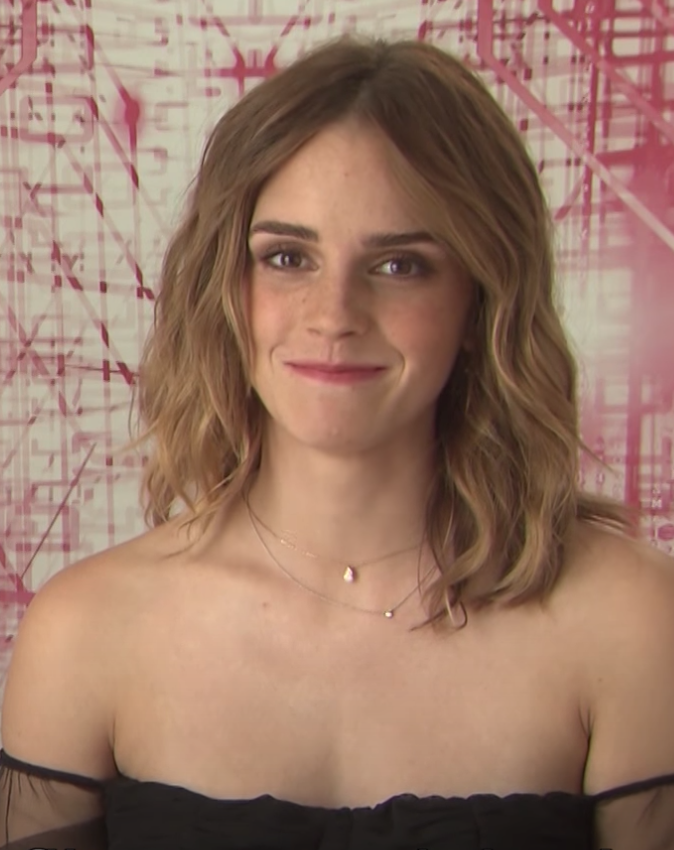
Emma Watson lors de la promotion de Circle, Paris, 2017

Elle tourne également dans les films engagés Colonia et The Circle. Inspiré de faits réels, Colonia porte sur un groupe de personnes vivant en autarcie dans une colonie, selon ses propres règles, et dont les locaux abritent un centre de tortures à la solde de la dictature chilienne d'Augusto Pinochet. L'actrice britannique joue le rôle de Lena, une hôtesse de l'air de la Lufthansa, en couple avec un photographe membre des soutiens du président renversé Salvador Allende. Son amant est capturé par les militaires à la solde de la junte, puis est porté disparu. La jeune femme part à sa recherche, intègre la colonie pour le retrouver et tente de s'enfuir avec lui. Quant au film The Circle, réalisé d'après le roman homonyme de Dave Eggers, il dénonce le « système Google » et porte notamment sur le thème du respect de la vie privée. Elle joue le rôle de Mae Holland, personnage principal, employée de The Circle.
Regression, Colonia et The Circle sont cependant plutôt mal reçus par la critique, selon le site Rotten Tomatoes,,.
L'actrice peut cependant compter sur un blockbuster : en janvier 2015, elle est confirmée dans le rôle de Belle (rôle qu'elle devait déjà tenir dans une adaptation dirigée par Guillermo del Toro en 2011) dans la nouvelle adaptation de Disney du classique de 1991, La Belle et la Bête, réalisé par Bill Condon,,. Elle travaillera aux côtés de Dan Stevens et Luke Evans, en tant que la Bête et Gaston, respectivement. Le film sort le 17 mars 2017, accueilli par une presse cette fois positive et performe au box-office.
L'actrice joue le rôle de Margareth « Meg » March dans une nouvelle adaptation des Quatre Filles du docteur March, réalisée par Greta Gerwig,, aux côtés de Saoirse Ronan, Meryl Streep et Timothée Chalamet. Le film, intitulé Les Filles du docteur March en version française, sort le 25 décembre 2019 aux États-Unis et le 1er janvier 2020 en France.
En février 2021, son agent déclare que l'actrice souhaite mettre sa carrière « en veille » et qu'elle « ne prenait plus de nouveaux engagements ». Par la suite, l'agent nie ces affirmations, précisant que c'est l'activité de l'actrice sur les réseaux sociaux qui est en veille, pas sa carrière.

## Image publique

### Reconnaissance par le milieu du cinéma

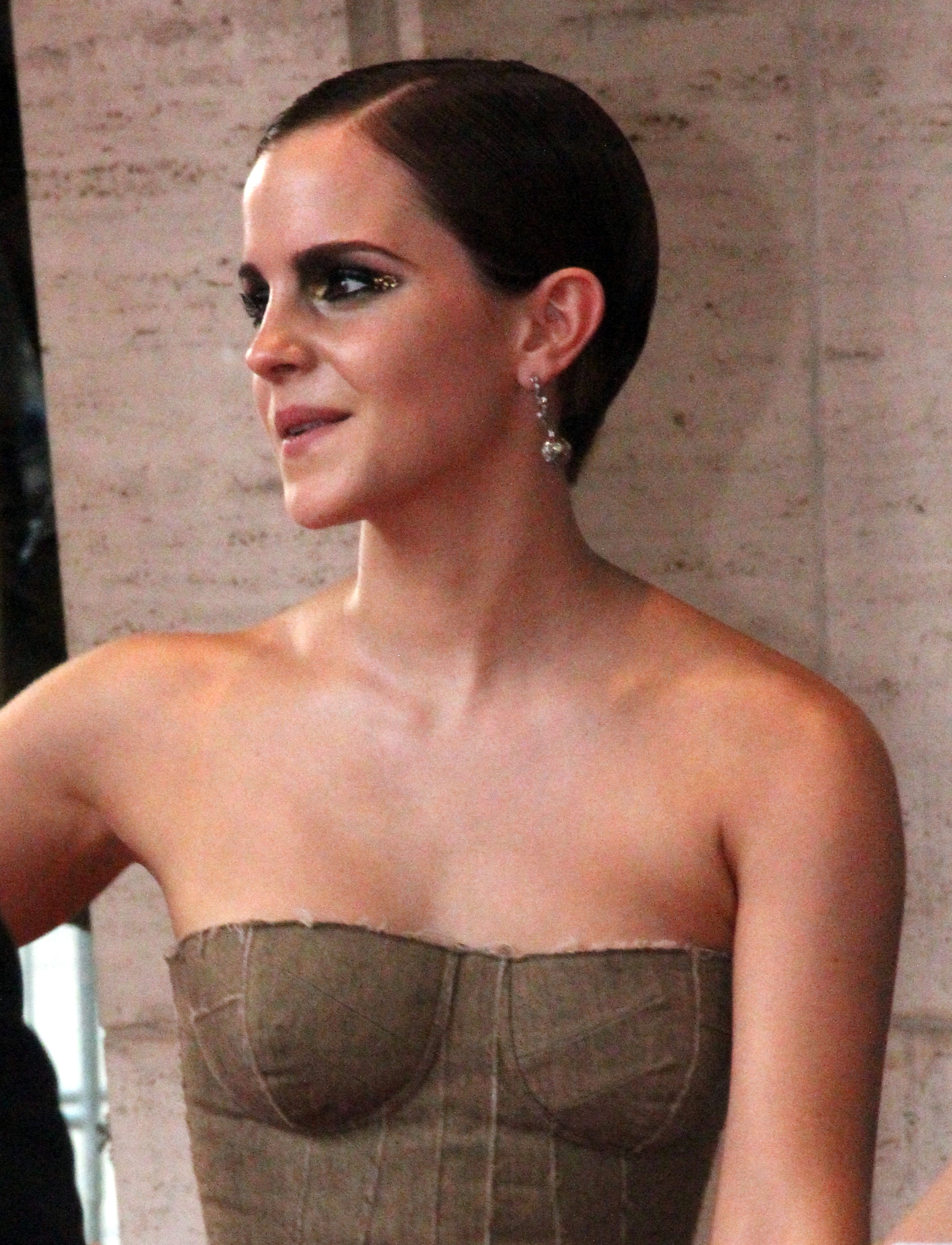
L'actrice à la première américaine du film Harry Potter et les Reliques de la Mort, partie 2 en 2011.

Emma Watson occupe la première place des actrices les plus rentables de la décennie 2000-2009.
En mars 2009, elle est classée 6e sur la liste Forbes des « Stars adolescentes les plus rentables », et l'actrice féminine la mieux payée d'Hollywood, avec des gains estimés à 19 millions de livres sterling en février 2010.
La même année, elle remporte les Britannia Awards, récompensant des personnalités du cinéma ou de la télévision britannique et américain. Elle dédie ce prix à son hamster, mort lors du tournage du premier film de la saga Harry Potter,.
En mai 2016, son nom est cité dans l'affaire des Panama Papers : elle confirme avoir eu recours au cabinet Mossack Fonseca, non pour des raisons fiscales, mais pour des « raisons de confidentialité [...] comme beaucoup de personnes célèbres »,, et insiste sur le fait qu'elle n'a pas bénéficié d'avantages fiscaux de cette manière. Toujours en 2016, elle prend position contre le Brexit, c'est-à-dire pour le maintien de son pays au sein de l'Union européenne.

### Mode et mannequinat

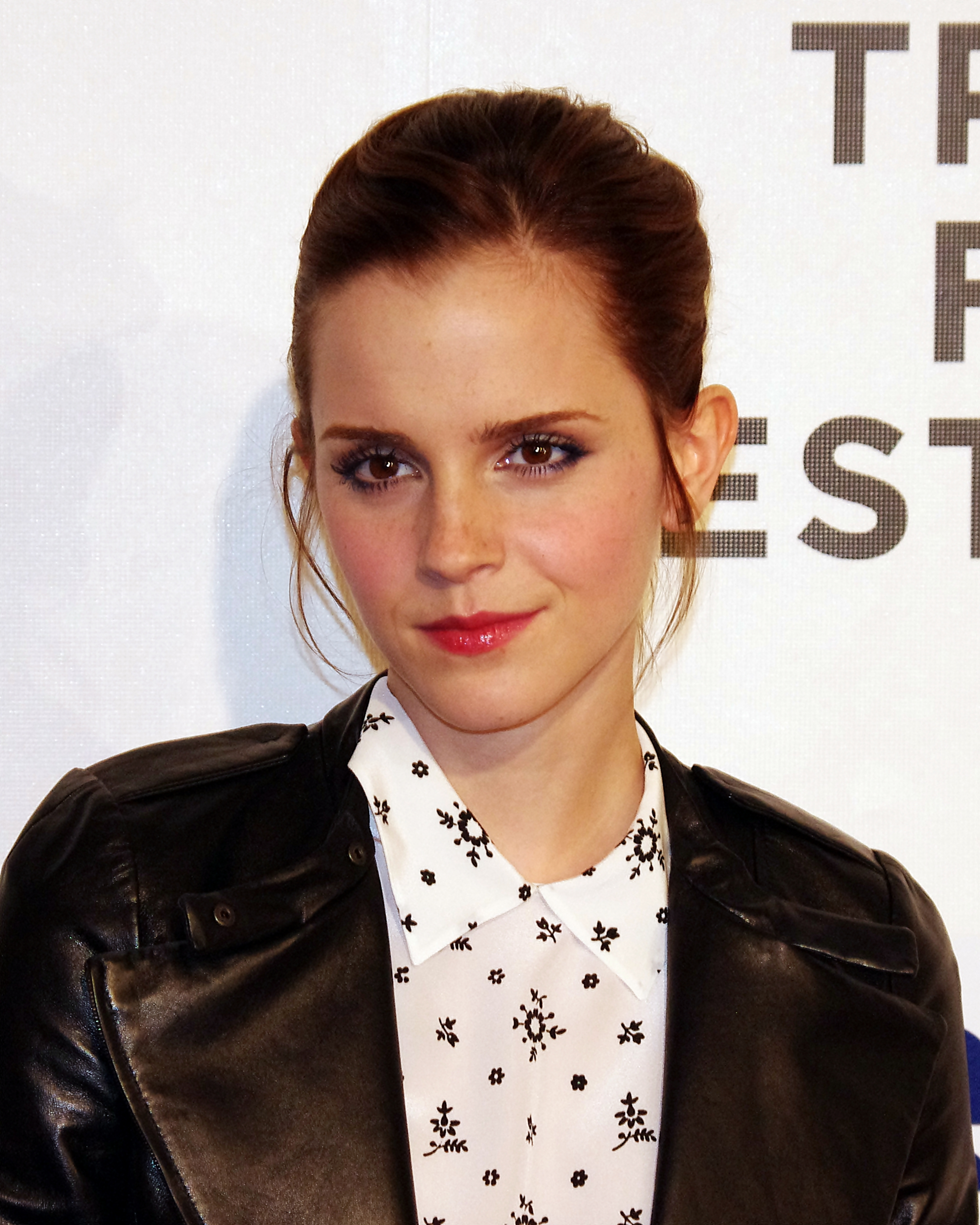
Emma Watson au Festival du film de Tribeca en 2012.

À quinze ans, elle est la plus jeune personne à apparaître sur la couverture du magazine Teen Vogue. Elle participe à un jury, avec Pierce Brosnan, Kenneth Branagh et Samantha Morton, pour choisir les jeunes réalisateurs « First Light » de 2004, lors de la cérémonie de récompense des films à Leicester Square à Londres.
Elle reçoit plusieurs fois l'Otto Award de la part des lecteurs du magazine allemand : en 2003 et 2004, elle est respectivement deuxième et troisième. De 2005 à 2009, elle est à la première place cinq fois consécutivement. Elle est à nouveau troisième en 2011, et deuxième en 2012.
Emma Watson reprend ses études universitaires, et pose en même temps pour la campagne automne/hiver 2009, puis 2010, de la marque britannique Burberry.
C'est également en 2010 que sort la ligne de vêtements pour adolescents Love from Emma, inspirée de la mode de Londres et du sud de la France. Elle lance cette ligne en collaboration avec Safia Minney, la fondatrice de la marque People Tree. Les produits sont mis en vente dans plusieurs pays (États-Unis, Japon...) et elle entend ainsi soutenir les valeurs de cette marque, dont les produits utilisés sont issus de l'agriculture biologique, et mis en vente dans le respect des normes du commerce équitable. Son engagement au profit de la marque est désintéressé : elle n'est pas rémunérée dans ce cadre, alors qu'elle a presque pris une année sabbatique pour mener à bien ce projet.
En décembre 2010, elle fait la une du numéro mensuel de Marie Claire, celle-ci étant pour la première fois animée pour la version iPad du magazine avec le parfum Trésor Midnight Rose, ainsi que du rouge à lèvres Rouge in Love. En 2011, elle devient la nouvelle égérie de Lancôme,.
En mai 2011, elle obtient la première place au classement des femmes les mieux habillées par Glamour Magazine, devant Cheryl Cole et Kristen Stewart. En décembre 2011, elle est encore première mais, cette fois, au classement de TC Candler « The 100 most beautiful faces of 2011 » (les 100 plus beaux visages de 2011), devant Camilla Belle et Rihanna.
Emma Watson apparaît à de très nombreuses reprises dans la liste des cent femmes les plus sexy selon le magazine FHM. Choisie par les lecteurs, Emma Watson est classée 98e en 2007. Elle est ensuite classée 33e en 2008, 47e en 2009, 29e en 2010, 23e en 2011, 64e en 2012, 72e en 2013, 19e en 2014, 59e en 2015, 11e en 2016 et 12e en 2017.
En octobre 2013, elle est élue Femme de l'année par le magazine GQ. Le même mois, elle devient l'une des deux actrices britanniques à figurer en première place du classement des stars les plus sexy de 2013, devançant Scarlett Johansson et Jennifer Lawrence. Plus de 50 000 fans avaient pris part au vote, dans lequel Benedict Cumberbatch prend la première place masculine.
Elle remporte plusieurs récompenses aux Elle Style Awards (en). En février 2011, elle remporte le ELLE Style icon décerné par le magazine ELLE, et le 17 février 2014 : c'est la récompense pour la meilleure actrice de l'année,. En 2017, elle est femme source d'inspiration de l'année (Inspiring Woman of the Year),.
Depuis juin 2020, Emma Watson est membre du conseil d'administration de Kering, groupe de luxe français, dont elle préside le comité du développement durable,.

### Entrepreneuriat
En 2023, Emma s'associe avec son frère Alex pour lancer une marque de gin intitulé « Renais ». Sur son compte Instagram le 29 avril 2023, Emma apparait avec son frère en légende d'une photo promotionnelle et présente la marque Renais comme étant « une ode aux vignobles de Chablis, où ma famille produit du vin depuis 30 ans » et une « lettre d'amour à Chablis »,. Le gin produit, quant à lui, est décrit comme étant un « produit neutre en carbone, fabriqué avec amour à partir de raisins de cuve recyclés »,.

### Lutte pour le droit des femmes

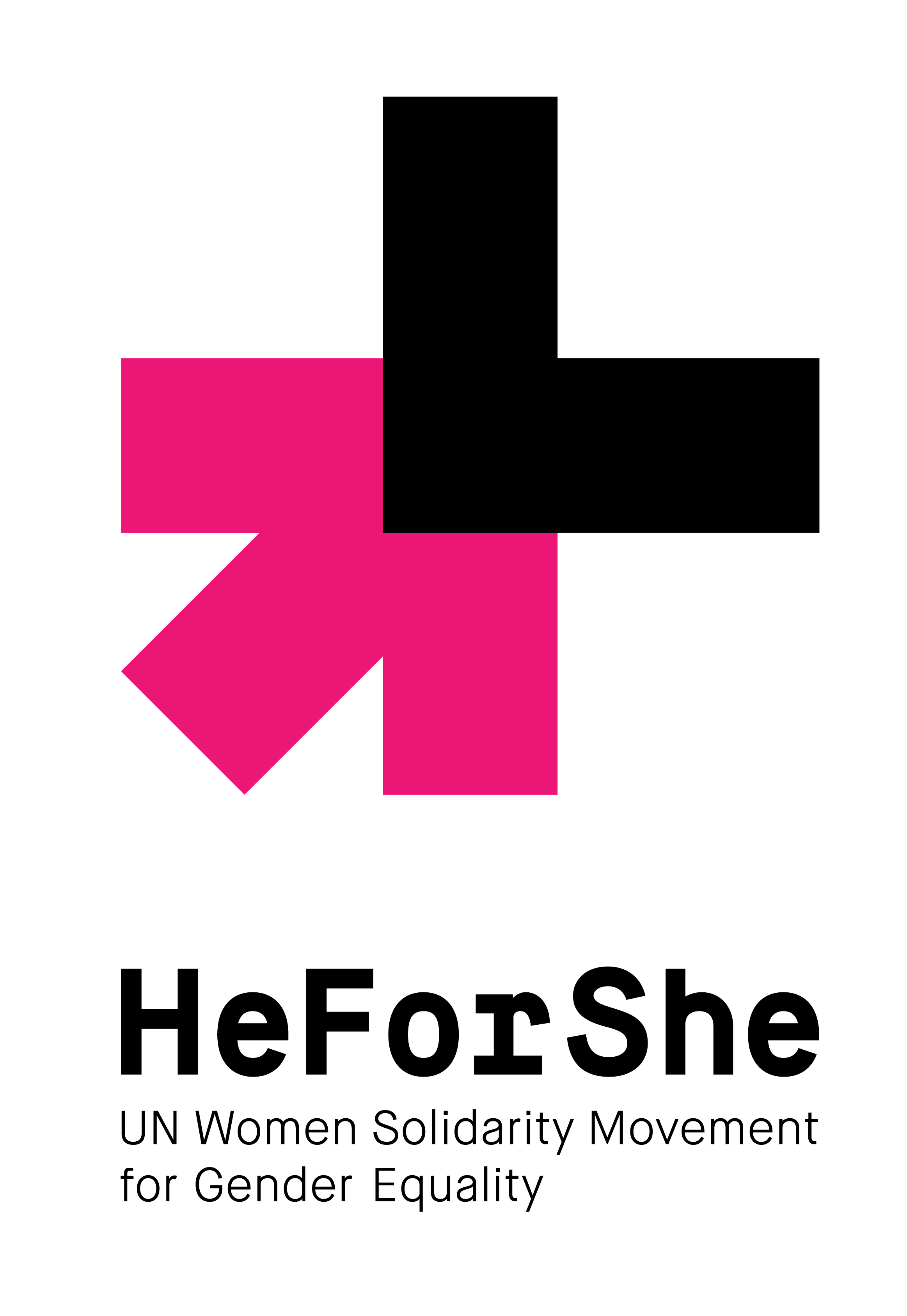
Logo de la campagne onusienne HeForShe.

Après la nomination d'Alan Rusbridger en tant que président du Lady Margaret Hall, elle devient fellow invitée (agrégée d'honneur) de ce collège à Oxford,. Interrogée sur ses croyances lors du tournage du film Noé en 2014, elle se déclare « universaliste, ».

#### Ambassadrice de bonne volonté pour les Nations Unies
En juillet 2014, elle est nommée ambassadrice de bonne volonté par l'ONU Femmes. En septembre de la même année, elle prononce un discours remarqué, au siège des Nations unies, à New York, et appelle les hommes comme les femmes à faire de l’égalité des sexes une priorité. Pour elle, le féminisme n'est pas une détestation des hommes (« no man-hating »), mais une attitude positive vers l'égalité des sexes. Lors de ce discours, elle paraît plutôt énervée. Elle indique plus tard que c'est lié au fait d'avoir reçu des menaces tendant à la dissuader de monter à la tribune, peu avant son intervention,. Son discours est approuvé notamment par le prix Nobel de la paix, Malala Yousafzai, qui déclare s'identifier en tant que féministe grâce à elle.
Avant son engagement féministe, Emma Watson s'est intéressée à l’éducation des jeunes filles à travers le monde. Elle s’était rendue au Bangladesh et en Zambie dans ce but.
En mars 2015, le magazine AskMen la désigne « femme la plus remarquable de l'année »,. Elle figure parmi les 100 personnes les plus influentes de l'année 2015 par le magazine Time,.
Toujours en septembre, elle effectue son premier voyage en tant qu'ambassadrice de bonne volonté en Uruguay. Elle tient un discours pour inciter les femmes à participer à la vie politique de leur pays. Deux mois plus tard, l'organisation américaine Ms. Foundation for Women la nomme célébrité féministe, d'après le dépouillement d'un vote en ligne. Elle tient également un discours sur l'égalité des genres en janvier 2015, lors de la rencontre hivernale annuelle du forum économique mondial.
Le 8 mars 2015, à l'occasion de la journée internationale des femmes, elle organise une séance de questions-réponses en interactivité avec ses fans, dans le cadre de la campagne HeForShe. Cette séance est retransmise sur sa page Facebook.
En février 2016, elle annonce mettre entre parenthèses sa carrière d'actrice pendant un an, pour se consacrer à son « développement personnel » (elle compte lire un livre par semaine, notamment ceux liés à son club de lecture) et ses engagements sur les questions sociétales, au nombre desquelles est compté son rôle d'ambassadrice de bonne volonté pour la cause des femmes,.

#### Our Shared Shelf
Emma Watson ouvre sur la plate-forme numérique Goodreads un club de lecture féministe Our Shared Shelf, le 8 janvier 2016. Elle le destine à « toute personne intéressée par le sujet » : quelques personnalités la rejoignent, telles que Gloria Steinem, Sophia Bush, Abby Wambach ou encore Kate Voegele, ainsi que plus de 37 000 anonymes. Il atteint, puis dépasse rapidement, les 96 000 membres en février 2016.
Le livre choisi pour inaugurer ce club est My life on the road, de Gloria Steinem,. Parmi les autres livres proposés à la lecture en 2016, on peut noter The Argonauts de Maggie Nelson, en avril, Persepolis de Marjane Satrapi, en juin,, et Half the Sky: Turning Oppression into Opportunity for Women Worldwide, de Nicholas D. Kristof et Sheryl WuDunn pour septembre et octobre.
Cependant, en janvier 2020, Emma Watson s'éloigne de son club ; celui-ci cesse toute activité mais reste un forum de discussion pour des recommandations de livres.

#### Célibat

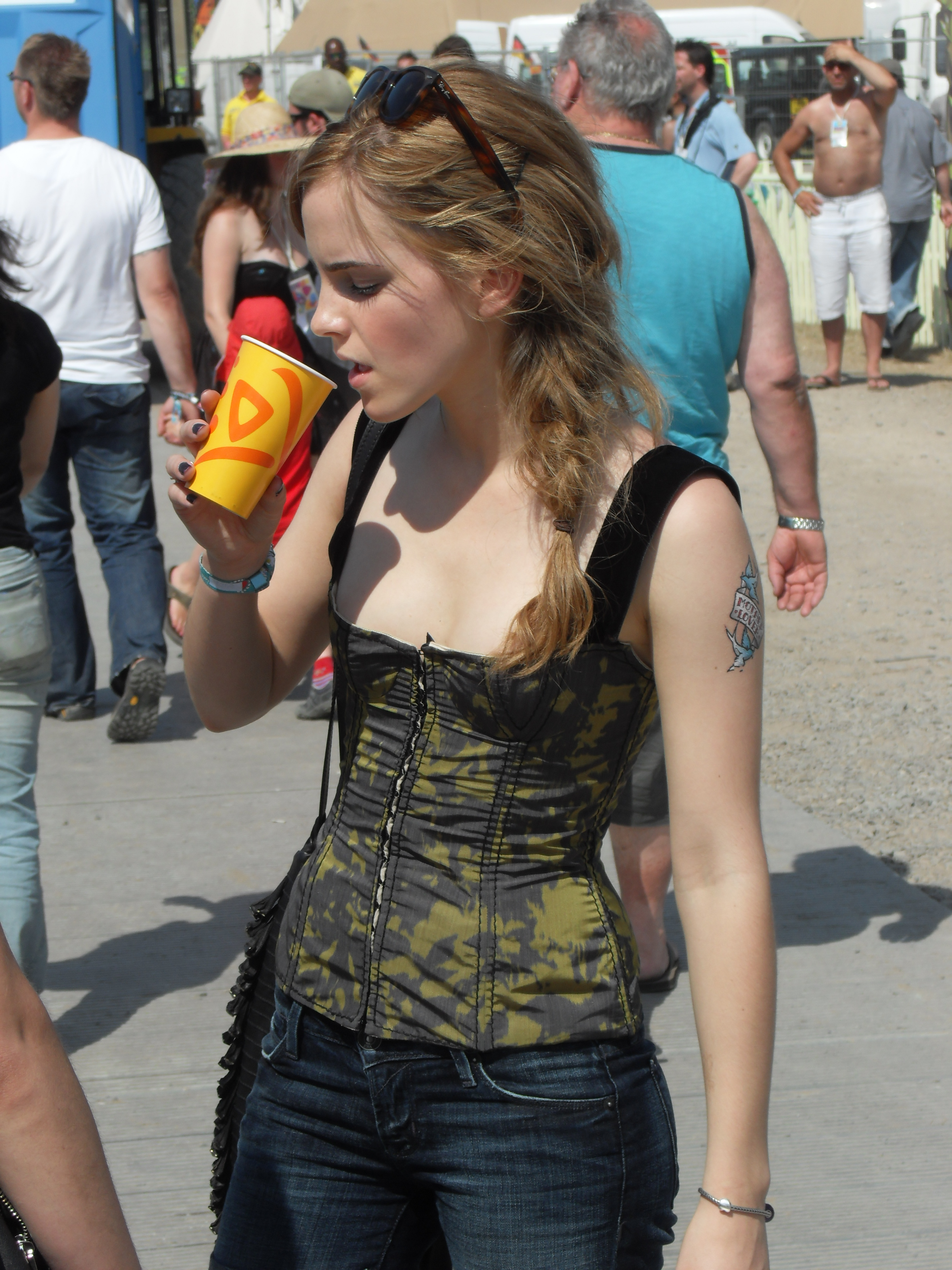

En novembre 2019, Emma Watson se dit « très heureuse » d'être célibataire — ce qui lui « a pris beaucoup de temps », ayant d'abord été « stressée et anxieuse » face aux « messages subliminaux » qui lui étaient renvoyés alors qu'elle se dirigeait vers la trentaine sans compagnon ni bébé — et se présente comme étant « en couple avec elle-même » — « I call it being self-partnered »,,. Cette déclaration est largement commentée et notamment reprise à leur compte par des célibataires afin de décrire leur situation. L'expression « self-partnered » est intégrée la même année au Urban Dictionary, avec un sens qui se distingue du célibat par une situation heureuse et une absence de besoin ou de recherche de relation amoureuse. CNN y voit le signe d'« un âge d'or du célibat », en lien avec le fait que celui-ci est de plus en plus répandu chez les jeunes. Cette tendance est surtout féminine, mais concerne aussi des hommes. Certains observateurs rapprochent la déclaration d'Emma Watson des chansons de Selena Gomez évoquant son célibat heureux depuis sa séparation avec Justin Bieber, telles que Lose You to Love Me et Look at Her Now (en), ou des propos similaires tenus par Ariana Grande, Lizzo et Gwyneth Paltrow,.
L'expression « self-partnered » est une revendication d'un besoin supérieur d'accomplissement de soi, tel que le définit le psychologue américain Abraham Maslow, dans sa pyramide des besoins, et à l'opposé de l'image stéréotypée qui identifie la femme seule à une femme peu séduisante ou une situation de solitude désespérée, voire antisociale. L'historienne Amy Froide, de l'université du Maryland, relève que, si en 2019, personne n'utilise le terme péjoratif « vieille fille » pour nommer l'actrice, celle-ci se sent contrainte de recourir à un néologisme qui, contrairement au vocable plus commun « célibataire » (« single »), suggère qu'en l'absence d'un meilleur partenaire, elle reste avec elle-même.
Emma Watson précise ultérieurement qu'elle perçoit cette situation comme étant « bien plus en rapport avec la relation que vous avez avec vous-même », et reliée au « sentiment qu’il ne vous manque pas quelque chose, d’une façon ou d’une autre, parce que vous n’êtes pas avec quelqu’un ».
En 2019, elle est en couple avec l'homme d'affaires californien Leo Robinton,,,.
En 2022, elle fréquente Brandon Green, fils d'un homme d'affaires et milliardaire britannique. Elle décide de rompre la relation à la fin de l'année 2022.
Depuis juillet 2024, elle est en couple avec Kieran Brown, un enseignant et doctorant en littérature et économie du XIXe siècle qu'elle semble avoir rencontré sur le campus de l'université d'Oxford où elle suit un master à temps partiel en écriture créative.

## Filmographie

### Cinéma

#### Longs métrages
- 2001 : Harry Potter à l'école des sorciers de Chris Columbus : Hermione Granger[167]
- 2002 : Harry Potter et la Chambre des secrets de Chris Columbus : Hermione Granger[168]
- 2004 : Harry Potter et le Prisonnier d'Azkaban d'Alfonso Cuarón : Hermione Granger[169]
- 2005 : Harry Potter et la Coupe de feu de Mike Newell : Hermione Granger[170]
- 2007 : Harry Potter et l'Ordre du Phénix de David Yates : Hermione Granger[171]
- 2008 : La Légende de Despereaux (The Tale of Despereaux) de Sam Fell et Robert Stevenhagen : Princesse Petit Pois (voix)[172]
- 2009 : Harry Potter et le Prince de sang-mêlé de David Yates : Hermione Granger[173]
- 2010 : Harry Potter et les Reliques de la Mort, partie 1 de David Yates : Hermione Granger[174]
- 2011 : Harry Potter et les Reliques de la Mort, partie 2 de David Yates : Hermione Granger[175]
- 2011 : My Week with Marilyn de Simon Curtis : Lucy[176]
- 2012 : Le Monde de Charlie (The Perks of Being a Wallflower) de Stephen Chbosky : Sam[177]
- 2013 : The Bling Ring de Sofia Coppola : Nicky[178]
- 2013 : C'est la fin (This Is the End) de Seth Rogen et Evan Goldberg : Elle-même[179]
- 2014 : Noé (Noah) de Darren Aronofsky : Ila[180]
- 2015 : Régression (Regression) d'Alejandro Amenábar : Angela Gray[181]
- 2015 : Colonia de Florian Gallenberger : Lena[182]
- 2017 : La Belle et la Bête (Beauty and the Beast) de Bill Condon : Belle[183]
- 2017 : The Circle de James Ponsoldt : Mae Holland[184]
- 2019 : Les Filles du docteur March (Little Women) de Greta Gerwig : Margaret « Meg » March[185]

#### Court métrage
- 2010 : Harry Potter and the Forbidden Journey de Thierry Coup : Hermione Granger[186]

### Télévision

#### Série télévisée
- 2005 : The Vicar of Dibley : Révérend Iris

#### Téléfilm
- 2007 : L'École de tous les talents (Ballet Shoes) de Sandra Goldbacher : Pauline Fossil

#### Publicité
- 2022 : Paradoxe de Prada (également réalisatrice)

### Clip
- 2010 : Say You Don't Want It de One Night Only

## Distinctions

### Récompenses
| Année | Organisation                                 | Catégorie                                                             | Film                                                  |
| ----- | -------------------------------------------- | --------------------------------------------------------------------- | ----------------------------------------------------- |
| 2002  | Young Artist Awards                          | Meilleure interprétation de jeune,                                    | Harry Potter à l'école des sorciers                   |
| 2003  | Otto Awards                                  | Gagnante du AOL Moviegoer Awards                                      | Harry Potter et la Chambre des secrets                |
| 2004  | Otto Awards                                  | Meilleure actrice (Argent),                                           | Harry Potter et le Prisonnier d'Azkaban               |
| 2004  | Total Film                                   | Jeune talent de l'année                                               | Harry Potter et le Prisonnier d'Azkaban               |
| 2005  | Otto Awards                                  | Meilleure Vedette dans un film (Or),                                  | Harry Potter et le Prisonnier d'Azkaban               |
| 2006  | Otto Awards                                  | Meilleure Actrice (Bronze)                                            | Harry Potter et la Coupe de feu                       |
| 2007  | National Film Awards d'ITV                   | Meilleure interprétation féminine                                     | Harry Potter et la Coupe de feu                       |
| 2007  | Nickelodeon Kids' Choice Awards britanniques | Meilleure Vedette dans un film,                                       | Harry Potter et l'Ordre du Phénix                     |
| 2008  | Constellation Awards                         | Meilleure interprétation féminine                                     | Harry Potter et l'Ordre du Phénix                     |
| 2008  | Otto Awards                                  | Meilleure Vedette dans un film (Or),                                  | Harry Potter et l'Ordre du Phénix                     |
| 2008  | SyFy Genre Awards                            | Meilleure Actrice,                                                    | Harry Potter et l'Ordre du Phénix                     |
| 2011  | Teen Choice Awards                           | Meilleur baiser                                                       | Harry Potter et les Reliques de la Mort, partie 1     |
| 2011  | Capri, Hollywood                             | Meilleur ensemble pour la distribution                                | My Week with Marilyn                                  |
| 2012  | MTV Movie Award                              | « Choice Movie Actress : Drama »                                      | Le Monde de Charlie (The Perks of Being a Wallflower) |
| 2012  | People's Choice Awards                       | Meilleure actrice dramatique dans un film                             | Le Monde de Charlie (The Perks of Being a Wallflower) |
| 2012  | San Diego Film Critic's Society              | Meilleure actrice dans un second rôle                                 | Le Monde de Charlie (The Perks of Being a Wallflower) |
| 2013  | People's Choice Awards                       | Meilleure actrice dans un film dramatique                             | Le Monde de Charlie (The Perks of Being a Wallflower) |
| 2013  | MTV Movie Awards                             | Carrière honorable                                                    | /                                                     |
| 2014  | Britannia Awards                             | Meilleure artiste de l'année,                                         | Noé                                                   |
| 2017  | MTV Movie Awards                             | Prix de l'interprétation,                                             | La Belle et la Bête                                   |
| 2017  | Teen Choice Awards                           | Meilleure actrice dans un film fantastique et dans un film dramatique | La Belle et la Bête The Circle                        |
| 2019  | Boston Society of Film Critics               | Meilleur casting d'ensemble,                                          | Les Filles du docteur March                           |
| 2019  | Florida Film Critics Circle                  | Meilleur ensemble,                                                    | Les Filles du docteur March                           |
| 2020  | Georgia Film Critics Association             | Meilleur ensemble                                                     | Les Filles du docteur March                           |

### Nominations
| Année | Organisation                                 | Catégorie                                                          | Film                                                  |
| ----- | -------------------------------------------- | ------------------------------------------------------------------ | ----------------------------------------------------- |
| 2002  | Académie des films fantastiques et d'horreur | Saturn Award,                                                      | Harry Potter à l'école des sorciers                   |
| 2002  | Empire                                       | Empire Award Meilleur début, avec Daniel Radcliffe et Rupert Grint | Harry Potter à l'école des sorciers                   |
| 2002  | American Moviegoer Awards                    | Actrice de Soutien remarquable,                                    | Harry Potter à l'école des sorciers                   |
| 2002  | Young Artist Awards                          | Meilleur ensemble dans un long-métrage                             | Harry Potter à l'école des sorciers                   |
| 2004  | Broadcast Film Critics Association           | Meilleure actrice,                                                 | Harry Potter et le Prisonnier d'Azkaban               |
| 2005  | Broadcast Film Critics Association           | Meilleure Jeune Actrice,                                           | Harry Potter et la Coupe de feu                       |
| 2006  | MTV Movie Awards                             | Meilleure équipe à l'écran (avec Daniel Radcliffe et Rupert Grint) | Harry Potter et la Coupe de feu                       |
| 2008  | Sony Ericsson Empire Awards britanniques     | Meilleure actrice                                                  | Harry Potter et l'Ordre du Phénix                     |
| 2008  | Glamour Awards                               | Meilleure Actrice TV au Royaume-Uni                                | L'École de tous les talents                           |
| 2009  | Scream Awards                                | Harry Potter et le Prince de sang-mêlé                             |                                                       |
| 2010  | National Movie Awards                        | Interprétation de l'Année,                                         | Harry Potter et le Prince de sang-mêlé                |
| 2010  | MTV Movie Awards                             | Meilleure interprétation féminine,                                 | Harry Potter et le Prince de sang-mêlé                |
| 2011  | Scream Awards                                | Meilleure actrice fantastique                                      | Harry Potter et les Reliques de la Mort               |
| 2011  | Nickelodeon Kids' Choice Awards              | Actrice Favorite dans un film                                      | Harry Potter et les Reliques de la Mort               |
| 2011  | Saturn Awards                                | Meilleure Actrice dans un rôle secondaire                          | Harry Potter et les Reliques de la Mort               |
| 2012  | Teen Choice Award                            | Nomination                                                         | Harry Potter et les Reliques de la Mort               |
| 2012  | MTV Movie Award                              | Nomination                                                         | Harry Potter et les Reliques de la Mort               |
| 2012  | St. Louis Critics Awards                     | Meilleure actrice dans un second rôle                              | Le Monde de Charlie (The Perks of Being a Wallflower) |
| 2012  | Phoenix Film Critics Society Awards          | Meilleure actrice dans un second rôle                              | Le Monde de Charlie (The Perks of Being a Wallflower) |
| 2012  | Boston Society of Film Critics Awards        | Meilleure actrice dans un second rôle                              | Le Monde de Charlie (The Perks of Being a Wallflower) |
| 2014  | People's Choice Award                        | Meilleure actrice dans une comédie                                 | C'est la fin                                          |
| 2014  | American Comedy Awards                       | Meilleure actrice pour un second rôle dans une comédie             | C'est la fin                                          |

## Voix francophones
En France, Manon Azem a été la première voix française d'Emma Watson de 2001 à 2015, notamment dans la saga Harry Potter. Elle la rebouble exceptionnellement en 2022, lors de l'émission spéciale Harry Potter : Retour à Poudlard ainsi que dans une publicité pour Prada.
À partir de 2015, Natassja Girard devient la nouvelle voix française d'Emma Watson, exception faite du film d'animation La Légende de Despéreaux et de La Belle et la Bête où cette dernière est doublée par Lily Rubens pour le premier puis Léopoldine Serre (dialogues) et Emmylou Homs (chants) pour le second. Mélanie Dermont l'a également doublée dans la série télévisée L'École de tous les talents.
Au Québec, Emma Watson est principalement doublée par Stéfanie Dolan. À titre exceptionnel, elle est doublée par Catherine Brunet dans Noah (Noé), Mélanie Laberge dans Le Conte de Despereaux puis Mylène Mackay dans La Belle et la Bête.

### France
- Manon Azem dans les films Harry Potter, Le Monde de Charlie, The Bling Ring, etc.
- Natassjia Girard dans Noé, Colonia, Les Filles du docteur March, etc.

### Québec
- Stéfanie Dolan dans les films Harry Potter, Une semaine avec Marilyn, Regression, etc.

### Émission
- Harry Potter : Retour à Poudlard (Harry Potter 20th Anniversary: Return to Hogwarts), émission spéciale réalisée par Casey Patterson, 2022